# Reykjavik-Rotterdam
Reykjavik‐Rotterdam är en isländsk thrillerfilm från 2008 i regi av Óskar Jónasson. Huvudrollerna spelas av Baltasar Kormákur och Ingvar E. Sigurðsson. Den handlar om en alkoholiserad isländsk säkerhetsvakt som nyligen har avtjänat ett fängelsestraff, och försöker få ordning på sitt liv genom en smugglingsresa till Rotterdam. Filmen var Kormákurs återkomst som skådespelare efter att enbart ha arbetat som regissör och producent under flera års tid.
Den isländska premiären ägde rum den 3 oktober 2008. Filmen fick Eddapriset för Bästa regi, manus, klippning, ljud och musik, och var nominerad i ytterligare fem kategorier, däribland Bästa film. Den var Islands kandidat till Oscar för Bästa icke-engelskspråkiga film. En engelskspråkig nyinspelning med titeln Contraband, där handlingen är flyttad till New Orleans och Panama, hade premiär under januari 2012. Kormákur medverkade även i nyinspelningen, men som regissör istället för skådespelare, hans roll från Reykjavik‐Rotterdam spelas av Mark Wahlberg.

## Rollista (i urval)
- Baltasar Kormákur – Kristófer
- Ingvar E. Sigurðsson – Steingrímur
- Lilja Nótt Þórarinsdóttir – Íris
- Þröstur Leó Gunnarsson – Jensen
- Victor Löw – Hoogland
- Ólafur Darri Ólafsson – Elvar
- Jörundur Ragnarsson – Arnór
- Theódór Júlíusson – Runólfur
- Jóhannes Haukur Jóhannesson – Eiríkur
- Pálmi Kormákur Baltasarsson – Skúli
- Stormur Jón Kormákur Baltasarsson – Egill